# لی که-این
این یک نام کره‌ای است؛ نام خانوادگی لی است.
لی که-این (کره‌ای: 이계인؛ زادهٔ ۱۶ مه ۱۹۵۲) بازیگر اهل کره جنوبی است. از نقش‌های قابل توجه او در درام‌های کره‌ای می‌توان به خاطرات کشور (۱۹۸۰–۲۰۰۲) ، افسانه جومونگ در نقش مو پال-مو (۲۰۰۶–۲۰۰۷) و یون گه سومون در نقش که پیل هاریوک (۲۰۰۶–۲۰۰۷) اشاره کرد.